# SV Groitzsch 1861
Der SV Groitzsch 1861 e. V. ist ein Sportverein in der südlich von Leipzig gelegenen Kleinstadt Groitzsch. Er betrieb 2009 zwölf Sportabteilungen für Badminton, Faustball, Fußball, Ju-Jutsu, Kanu, Kegeln, Schach, Tennis, Tischtennis, Turnen, Volleyball und einen Spielmannszug. Seine Sportstätte ist der Sportplatz Schletterstraße mit zwei Fußballfeldern, einer Leichtathletik- und Tennisanlage.

## Vereinsgeschichte
Die Geschichte des SV Groitzsch begann mit der Gründung des Turnvereins Groitzsch im Jahre 1861. Aus ihm entstand 1907 der Arbeitersportverein Freie Turnerschaft Groitzsch. Er betrieb seit den 1920er Jahren die Sportarten Turnen, Fußball, Handball, Faustball, Raff- und Trommelball. 1933 wurde der Verein von den Nationalsozialisten aufgelöst. Die Fußballtradition wurde daraufhin allein durch den 1904 gegründeten Sportverein 04 Groitzsch fortgesetzt.
Nach dem Zweiten Weltkrieg wurde auch der SV 04 im Rahmen des allgemeinen Verbots der Sportvereine in der sowjetischen Besatzungszone aufgelöst. Fortsetzung fand der Sportbetrieb in provisorisch organisierten Sportgemeinschaften. In Groitzsch gründeten ehemalige Mitglieder der Freie Turnerschaft eine solche SG, die 1947 bereits 353 Mitglieder zählte. Nachdem der ostdeutsche Sportbetrieb ab 1948 auf der Basis von Betriebssportgemeinschaften (BSG) neu organisiert wurde, gründete die Groitzscher Schuhfabrik Bella die BSG Fortschritt Groitzsch, der sich 1956 die SG Groitzsch und eine zweite BSG namens Rotation anschlossen. Die Groß-BSG bildete im Laufe ihres Bestehens 19 Sportsektionen.
Nach den durch die politische Wende von 1989 bedingten wirtschaftlichen Veränderungen stellte die Schuhfabrik die Förderung für die BSG ein. Daraufhin gründeten BSG-Mitglieder am 25. November 1990 den eingetragenen Verein SV Groitzsch 1861, der die meisten Sportfelder der BSG übernahm.

## Entwicklung der Fußballabteilung
Die Freie Turnerschaft war mit ihrer Fußballmannschaft im Spielbetrieb des Arbeiter-Turn- und Sportbundes (ATSB) vertreten. Dort spielte sie von 1919 bis zu ihrer Auflösung 1933 in der 2a-Klasse des ATSB-Leipzig. Der SV 04 Groitzsch war bis 1933 in der 2. Klasse des Gau Nordwestsachsen/Groß-Leipzig, der 3. Liga des Leipziger Fußballverbandes, vertreten. Nachdem durch die Nationalsozialisten ein neues Ligensystem eingeführt wurde, kam der SV 04 in die 2. Kreisklasse Leipzig. 1939 gelang der Aufstieg in die 1. Kreisklasse und in der Saison 1944/45 spielte der Sportverein in der „Sächsische Kriegsklasse - Sportkreis Leipziger Schlachtfeld“. In der Staffel 1 wurden die Groitzscher unter sechs Mannschaften Vierter.
Nach dem Zweiten Weltkrieg begann die SG Groitzsch zunächst in der Kreisklasse Leipzig und qualifizierte sich erst 1948 für die Bezirksliga Leipzig, zu dieser Zeit eine der zahlreichen ostdeutschen Landesklassen, die zur Ermittlung des ersten Ostzonenmeisters führten. Mit der Einführung des neuen Ligensystems in der DDR im Jahre 1952 begann die SG Groitzsch in der Kreisklasse Leipzig, aus der sie 1954 die 4. Liga Bezirksklasse Leipzig aufstieg. Trotz der Groitzscher Fusion von 1956 musste die BSG Fortschritt 1958 wieder in die Kreisklasse absteigen. Erst zehn Jahre später gelang 1968 die Rückkehr in die Bezirksklasse, und 1971 stieg Groitzsch für vier Jahre in die drittklassige Bezirksliga Leipzig auf. Es folgten fünf Jahre wieder in der Viertklassigkeit, 1980 der Abstieg in die Kreisklasse, 1981 weitere drei Jahre in der Bezirksklasse und 1984 der endgültige Abstieg in die Kreisklasse bis zum Ende des DDR-Fußballsystems.
1976 gewann die BSG Fortschritt Groitzsch den Leipziger Bezirks-Fußballpokal und qualifizierte sich damit für den DDR-weit ausgetragenen FDGB-Fußballpokal-Wettbewerb 1976/77. In der ersten Runde musste Groitzsch zuhause gegen den Zweitligisten Chemie Böhlen antreten. Die BSG Fortschritt, in dieser Saison zwei Ligen tiefer spielend, unterlag klar mit 2:6 und schied aus dem weiteren Pokalgeschehen aus.
Im 1990 eingeführten DFB-Spielsystem spielte der SV Groitzsch hauptsächlich in der Leipziger Kreisklasse. Lediglich zwischen 1995 und 2004 war der Verein für fünf Jahre in der Bezirksklasse Leipzig (7. Liga) beheimatet. Seit 2004 ist der SV Groitzsch in der Kreisliga A, der Regionalliga Borna/Geithain, vertreten.